# فاسيلسورسك
فاسيلسورسك (بالروسية: Васильсурск) هي مدينة في مقاطعة نيجني نوفغورود أوبلاست في روسيا.
يبلغ عدد سكانها حوالي 1244 نسمة.